# Konferencja (grusza)

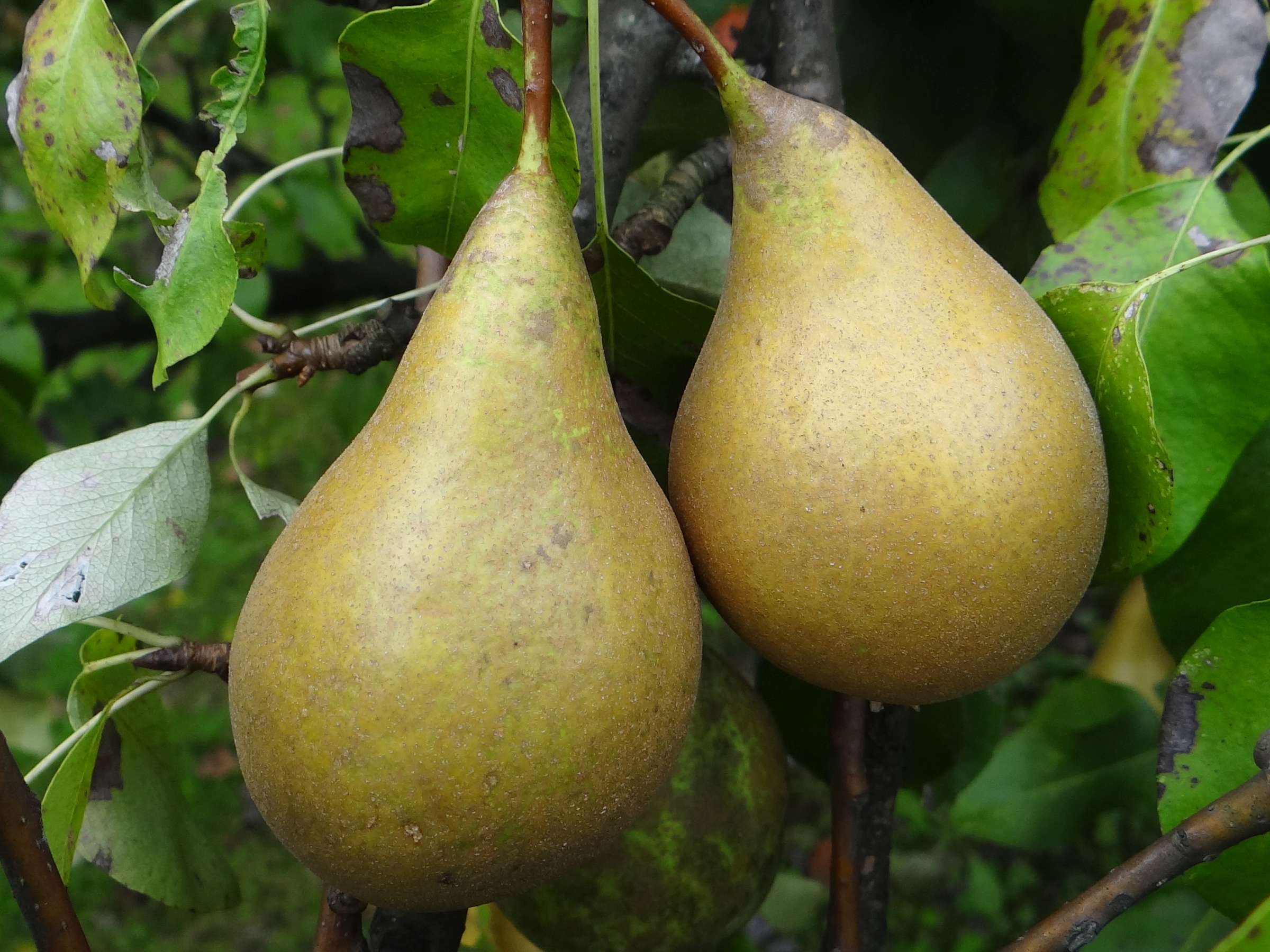
Owoce krótko przed zbiorem

Grusza 'Konferencja' – odmiana uprawna (kultywar) gruszy należąca do grupy grusz zachodnich o średniowczesnej porze dojrzewania (odmiana jesienna). Odmiana bardzo stara, wyhodowana w 1884 roku w szkółce M. Riversa w Sawbridgeworth w Anglii z siewek odmiany Leon Leclerc de Laval. Do uprawy w Europie Zachodniej weszła bardzo szybko (1894 rok) i zyskała uznanie. Jest dominującą odmianą (ponad 50% udziału) w Anglii i krajach Beneluksu, a w całej Unii Europejskiej najczęściej uprawianą odmianą gruszy. W Polsce dopiero w latach 70. XX w. rozpowszechniła się bardziej za sprawą kilku szkółek. Obok Faworytki i Lukasówki jest jedną z najpopularniejszych odmian grusz, do Rejestru Odmian Roślin Sadowniczych wpisana w 1990 roku.

## Morfologia
PokrójDrzewo rośnie silnie, ale tylko przez pierwsze 2–3 lata po posadzeniu, później wzrost słabnie. Tworzy koronę wzniesioną, o konarach początkowo rosnących w górę, a następnie przewisających, co szczególnie jest widoczne u rozgałęzień drugiego rzędu i kolejnych. Ma dużo krótkopędów, na których głównie kwitnie i zawiązuje owoce.
OwoceNajczęściej są duże, czasem średniej wielkości i niewyrównane pod względem wielkości. Kształt jest wydłużony, wrzecionowaty czasem stożkowaty. Przy zawiązaniu partenokarpicznym są bardziej wydłużone i baryłkowate. Skórka jest matowa, zielonkawa, później żółta, bez rumieńca z brązowym ordzawieniem, w niektórych latach pokrywającym ponad połowę owocu. Szypułka jest średniej długości do długiej i stanowi przedłużenie owocu. Zagłębienia szypułkowego brak. Zagłębienie kielichowe jest małe i płytkie, a kielich dość duży i otwarty. Miąższ ma barwę łososiowożółtą, jest delikatny, bardzo słodki, soczysty, bardzo smaczny. W części przykielichowej mogą wstępować nieliczne komórki kamienne.

## Zastosowanie
- Roślina uprawna. W okres owocowania wchodzi bardzo wcześnie, już w 2–3 roku po posadzeniu. Plonuje bardzo obficie i corocznie. Zawiązuje często po kilka owoców w jednym kwiatostanie, co sprawia, że często zachodzi potrzeba przerzedzania zawiązków. Część owoców powstaje partenokarpicznie, a w latach, kiedy ostra zima lub przymrozki wiosenne uszkodzą kwiaty, udział owoców partenokarpicznych może wynieść powyżej 90%[3], co stanowi ewenement wśród roślin sadowniczych.
- Jest odmianą zalecaną do uprawy w Polsce zarówno w sadach towarowych, jak i w uprawie amatorskiej. W krajach Beneluksu często uprawiana jest do przetwórstwa, gdzie jest kostkowana jako dodatek do jogurtów.

## Uprawa
- Odmiana uprawiana jest głównie na podkładkach słabo rosnących. Często stosowana jest pigwa S1 jako podkładka, a na słabych stanowiskach siewki gruszy kaukaskiej. Nie należy jej uprawiać na stanowiskach zimnych i słabych glebach.
- Konferencja jest odmianą średnio wytrzymałą na mróz. Jest odporna na parcha gruszy.
- Zbiór i przechowywanie: W warunkach polskich w zależności od rejonu i typu gleby dojrzałość zbiorczą osiąga od połowy września do pierwszych dni października. Przechowuje się bardzo dobrze, w zwykłej chłodni można ją przechować do końca lutego, a w chłodni z kontrolowaną atmosferą nawet do maja co powoduje, że nazywa się ją czasami "królową chłodni".